# Železničarski atletski klub Subotica
Lo Železničarski atletski klub (it. Club atletico ferroviario), noto come ŽAK Subotica, fu una società calcistica serba con sede a Subotica, città posta al confine fra Voivodina ed Ungheria. Fu attiva nel periodo interbellico e fu una delle più importanti società sportive della Subotički nogometni podsavez (la sottofederazione calcistica di Subotica), una delle 15 in cui era diviso il sistema calcistico del Regno di Jugoslavia.
Dal 1941 fino alla cessazione dell'attività, nel 1945, fu una società ungherese.

## Storia
Il club viene fondato nel 1921 e, come si può evincere dal nome, era sostenuto dalla società delle ferrovie jugoslave.
Si qualifica al campionato nazionale 1935-36, ma viene eliminato al primo turno dallo Slavija Osijek. Successivamente raggiunge la massima divisione, allora chiamata Srpska liga, nel 1939-40 (8º) e nel 1940-41 (5º).
Il 6 aprile 1941 le potenze dell'Asse cominciano l'invasione della Jugoslavia. Il 17 i balcanici si arrendono ed il Regno di Jugoslavia viene smembrato fra i paesi vincitori (Germania, Italia, Ungheria e Bulgaria) e nasce anche lo Stato Indipendente di Croazia (comprendente Croazia e Bosnia). Lo ŽAK Subotica entra a far parte dei campionati ungheresi e cambia il nome in Szabadkai Vasutas AK. Durante questo periodo l'allenatore è Geza Takács e tra i suoi giocatori più noti c'è István Nyers, che inizia la sua carriera in questo club.
Una volta liberata la città dall'Esercito Popolare di Liberazione della Jugoslavia, lo ŽAK inizia un tour in tutta la Serbia per prepararsi alla ripresa dei campionati, tuttavia le nuove autorità socialiste chiedono lo scioglimento della maggior parte dei club precedenti al 1945 e la formazione di nuovi. Lo ŽAK si scioglie nel 1945 ed i suoi giocatori fanno una riunione dove decidono di unirsi al neonato Spartak Subotica, portando inoltre in dote lo stadio, i colori, i tifosi e la tradizione di essere appoggiato dalle ferrovie.

## Palmarès
- Campionato della sottofederazione calcistica di Subotica: 4

1931, 1935, 1936, 1939

## Calciatori
- Jovan Beleslin
- Miloš Beleslin
- Mihalj Kečkeš
- Tihomir Ognjanov
- István Nyers